# Školní fotografie

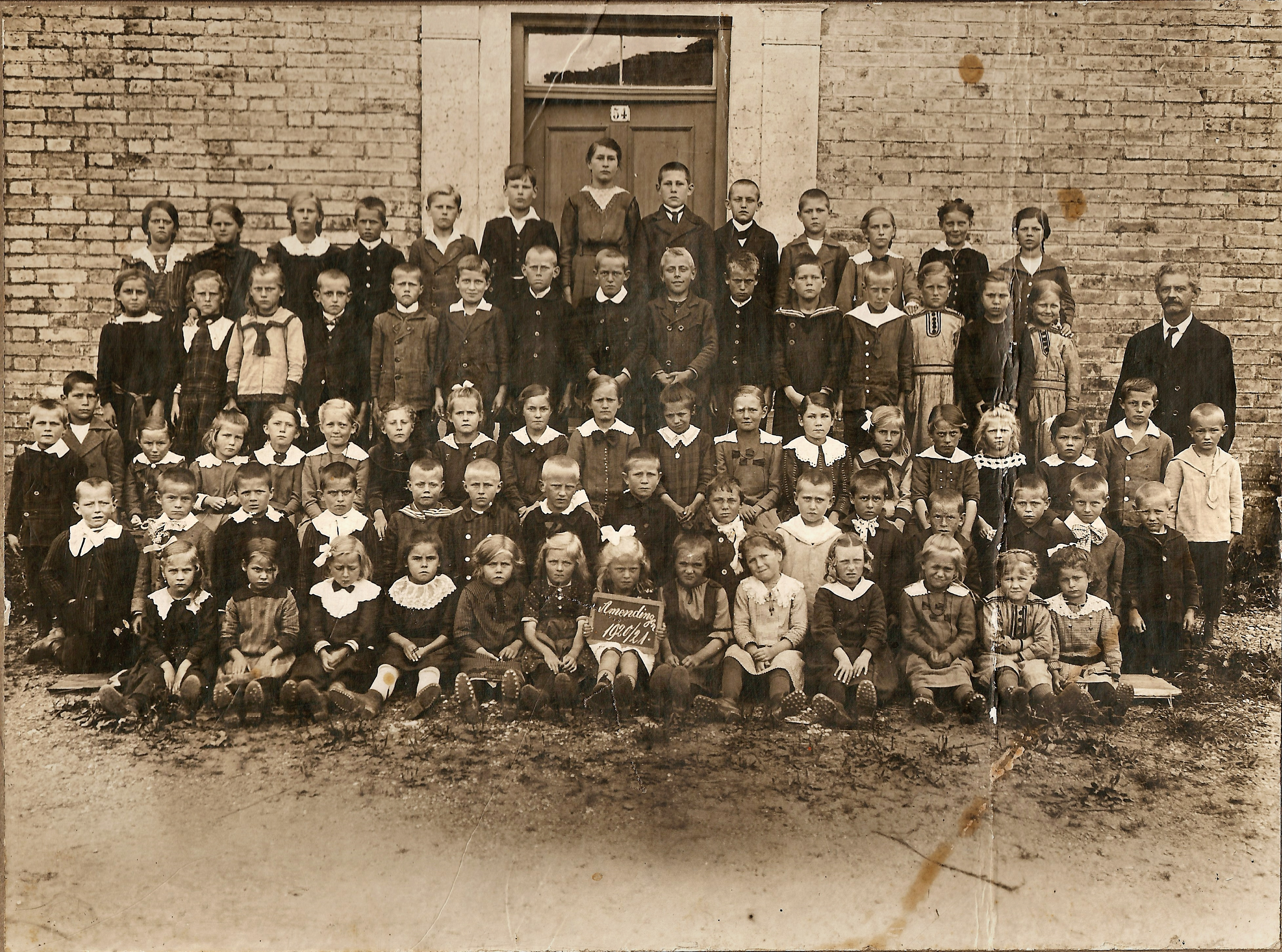
Fotografie jako vzpomínka na školní léta, Obecní škola Amendingen, školní rok 1920-1921

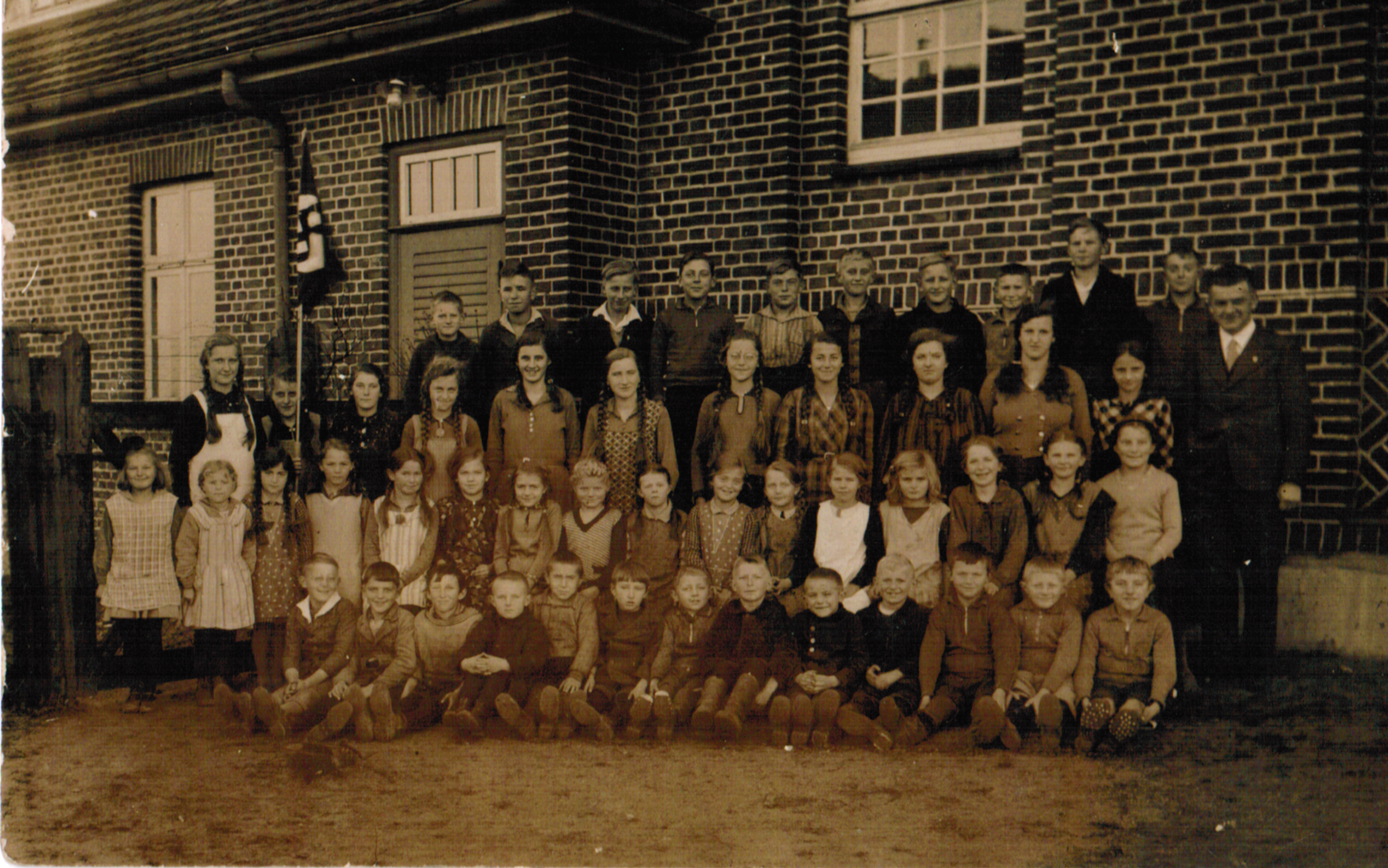
Třídní fotografie, Ollndorf 1934

Školní fotografie je forma vzpomínkové fotografie obvykle formou společné skupinové fotografie objevující se od roku 1880. Portrétní snímky dětí docházejících do školy pořizovali speciálně vybavení školní fotografové. Na paspartě snímku, nebo na deskách, stál obyčejně nápis ve smyslu Vzpomínka na má školní léta nebo jméno školy a rok studia.

## Historie
Fotografie byly zpočátku - v závislosti na technických možnostech fotografie - pořizovány v exteriéru za denního světla. Vhodné prostředí pro kompozici bylo schodiště, jako pozadí sloužila budova školy, před kterou pózovalo často až 60 dětí školního věku, společně s učitelem. Na snímek se musel jednak často vměstnat velký počet fotografovaných osob, na druhé straně fotograf potřeboval dostatek světla pro co nejkratší čas expozice a dostatečnou hloubku ostrosti pro vykreslení detailů. 
Asi od roku 1900 se fotografická dokumentace dětí školního věku prováděla ve třídě. Na snímcích bývá vidět zařízení třídy a její výzdoba.
Zlepšující se technické vybavení, možnosti snímání v horších světelných podmínkách a širokoúhlé objektivy umožnily nové možnosti vyjádření. Začaly se objevovat také snímky z učeben.
Školní fotografie křížem krážem z různých zemí a dob poskytují informace o vývoji fotografické techniky, principech skupinové fotografie, ukazují vývoj žáků a studentů, jejich svobodu a kázeň a samozřejmě vývoj dětské módy.
Významným příkladem historie školní fotografie je archiv Huberta a Waltera Haagmansových v národním curyšském archivu. V letech mezi 1927 a 1995 otec a syn Haagmansovi pořizovali po dvou snímcích 55 000 školních tříd v kantonu Curych. Digitální verzi archivu vystavili veřejně v roce 2010 na internetu. Některé další sbírky třídních fotografií se nacházejí v muzeích folkloru a ve speciálních muzeích škol.

## Galerie

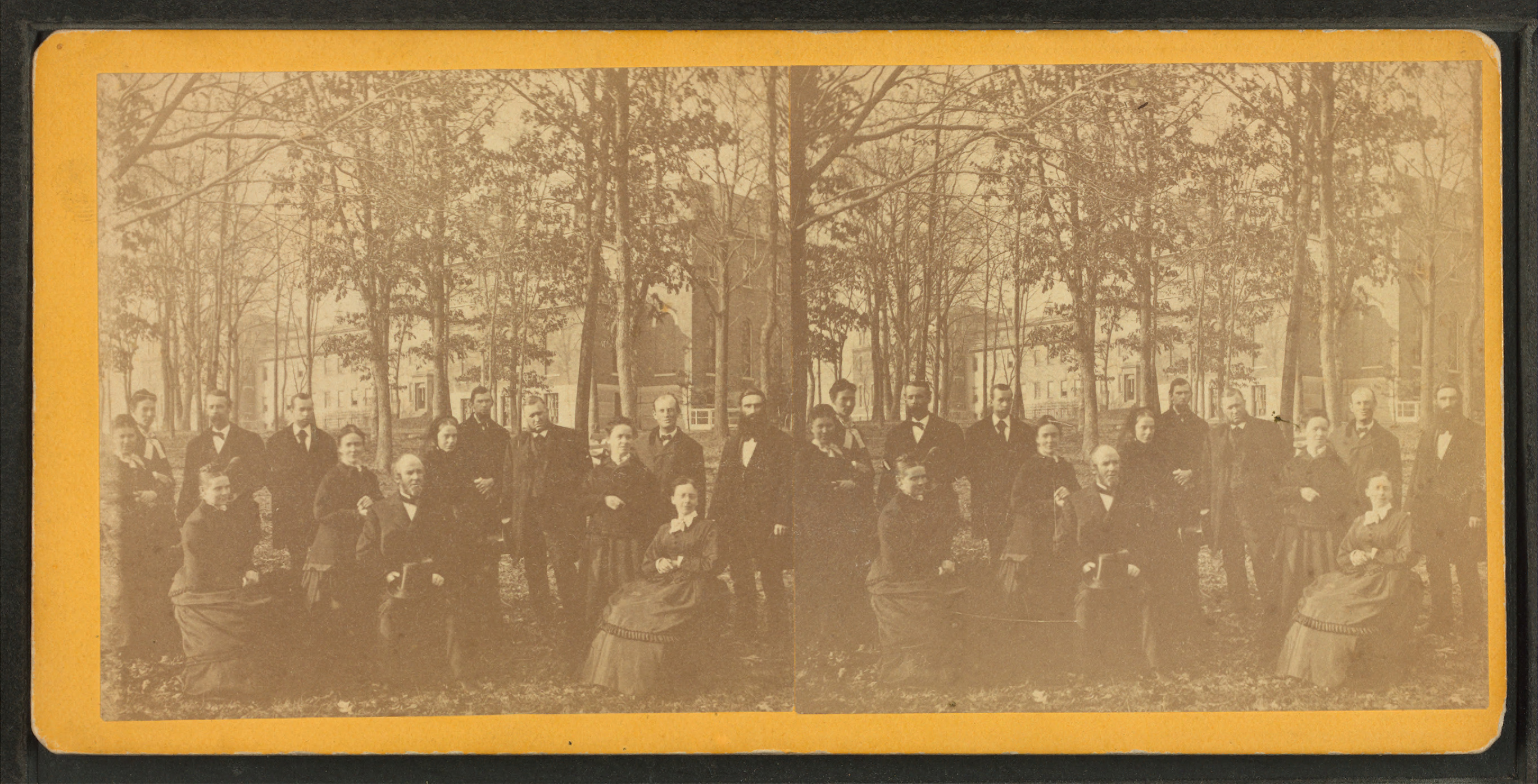
Učitelé Friend's School, Providence, Rhode Island, 1874
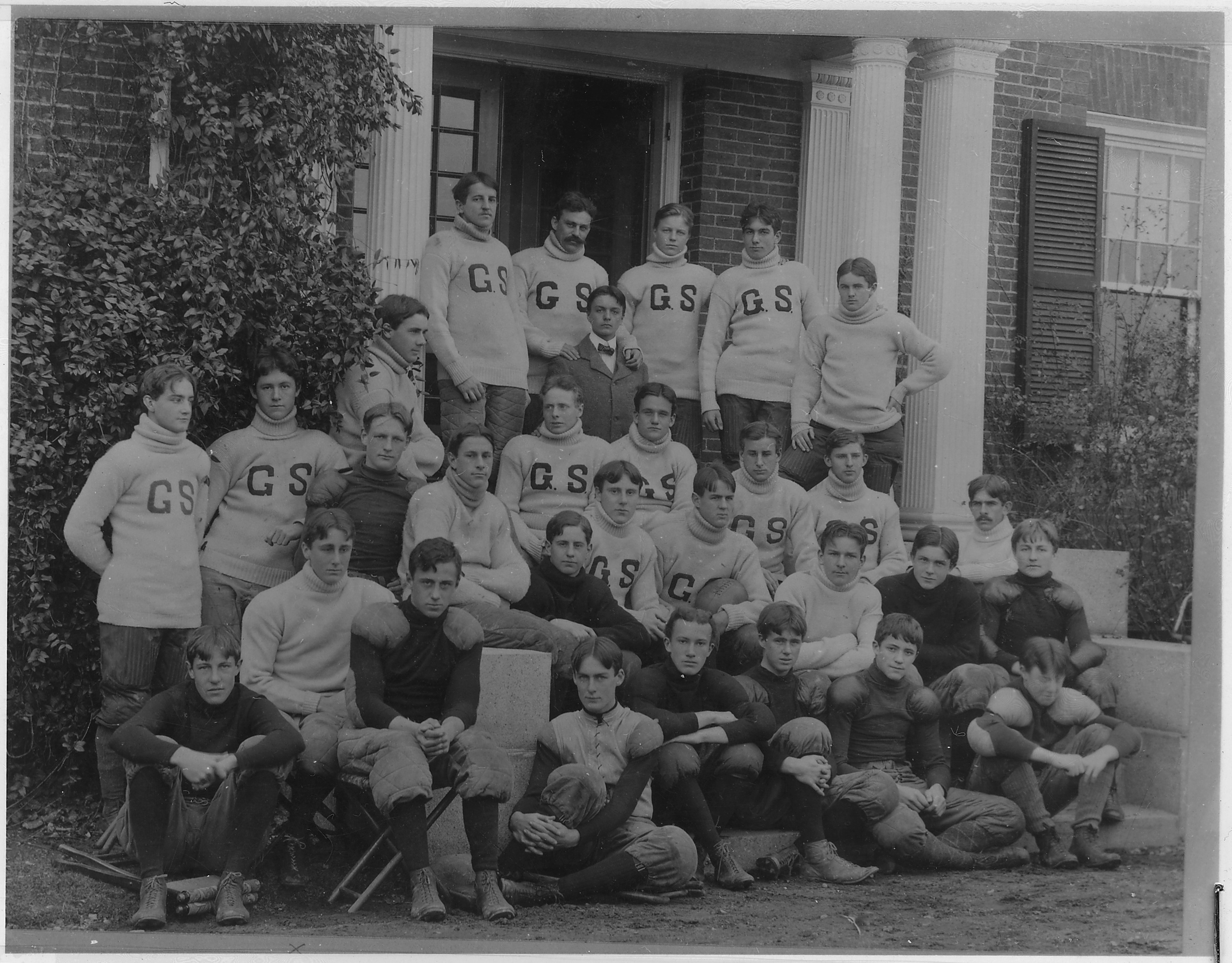
Školní fotbalový tým, Groton, Massachusetts, 1899, archiv NARA
Třída, ve které studoval Franklin D. Roosevelt, Groton, Massachusetts, 1900
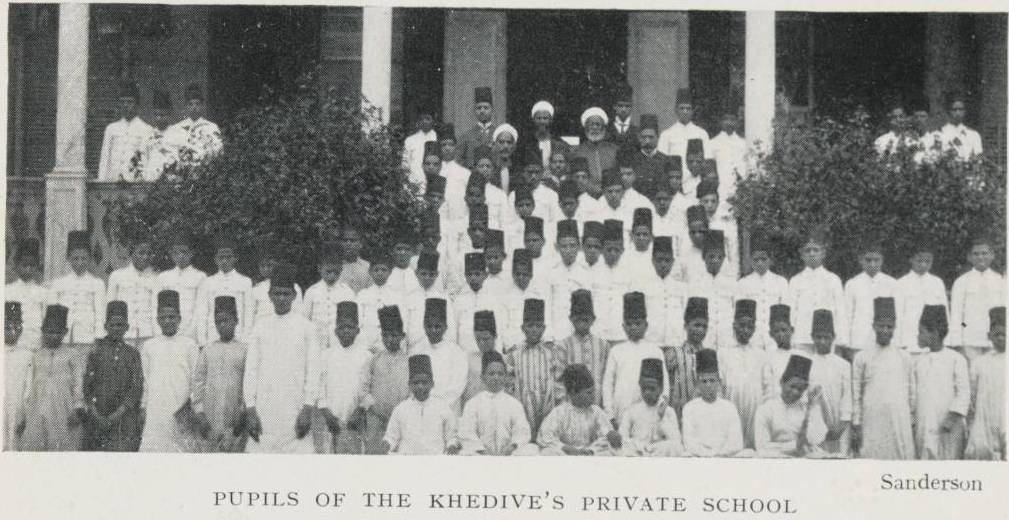
Studenti Khedive's Private School, 1906
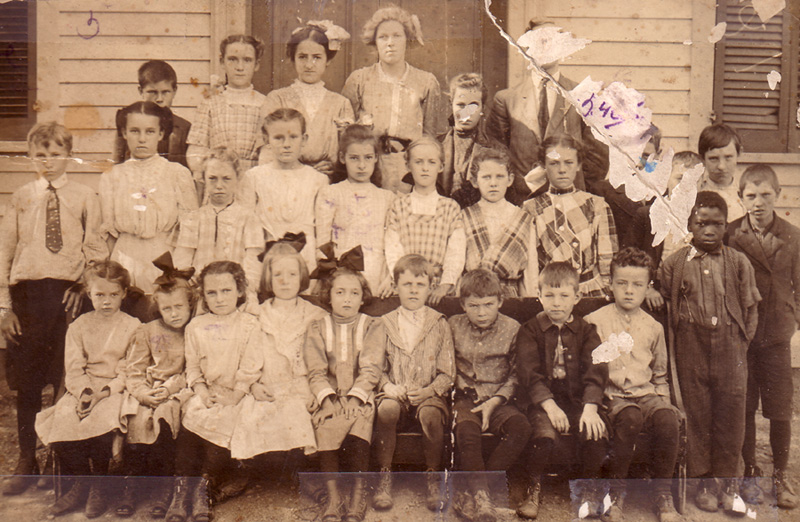
Westbrookville School, 1908
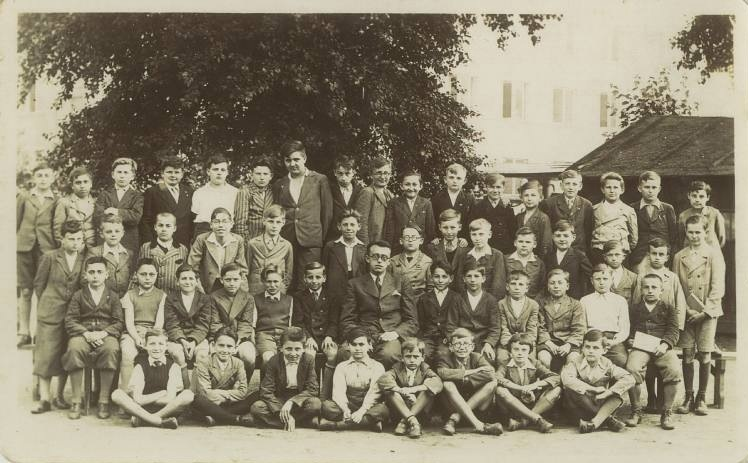
Studenti střední školy, 1936
Škola svářečů, Idaho, asi 1940
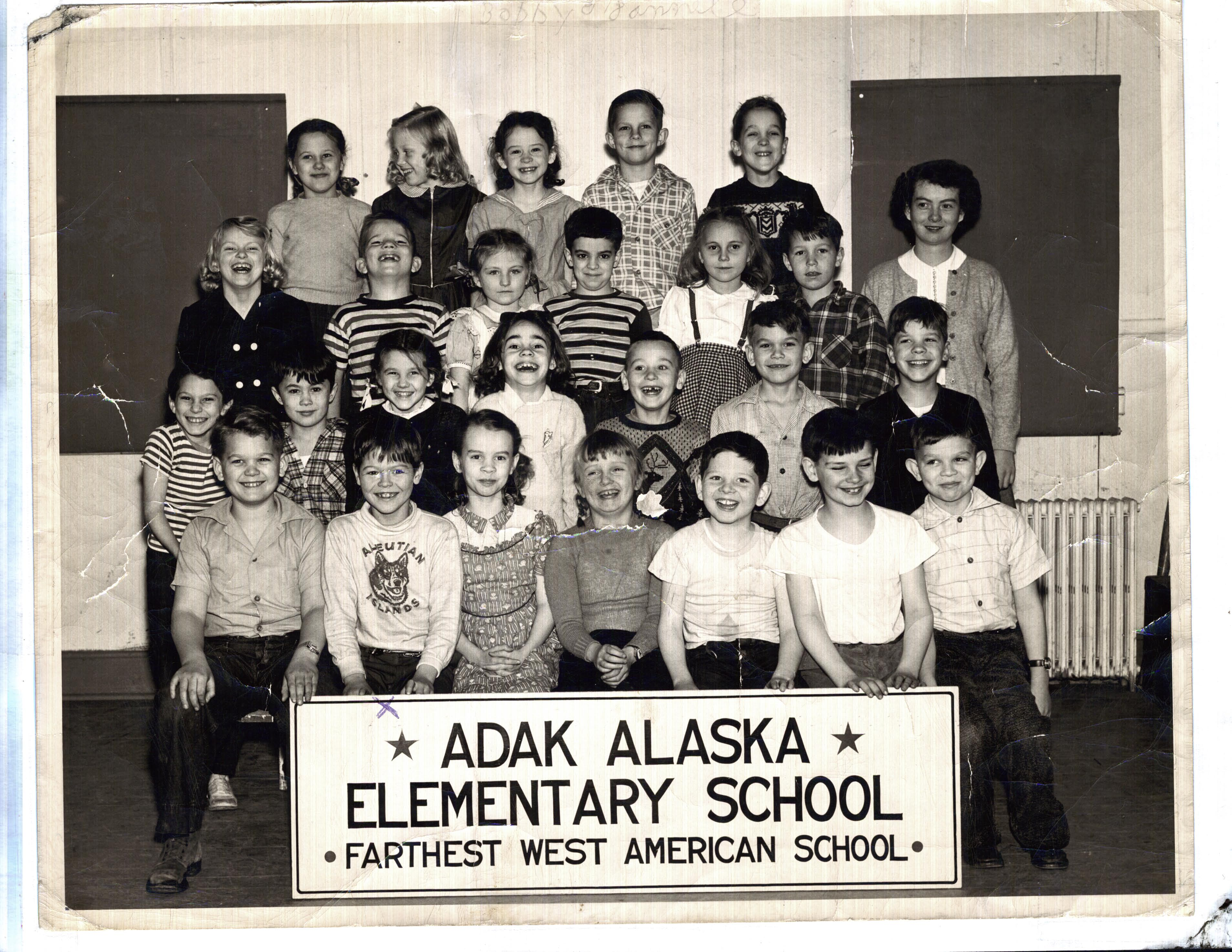
Základní škola Adak Aljaška, 1947
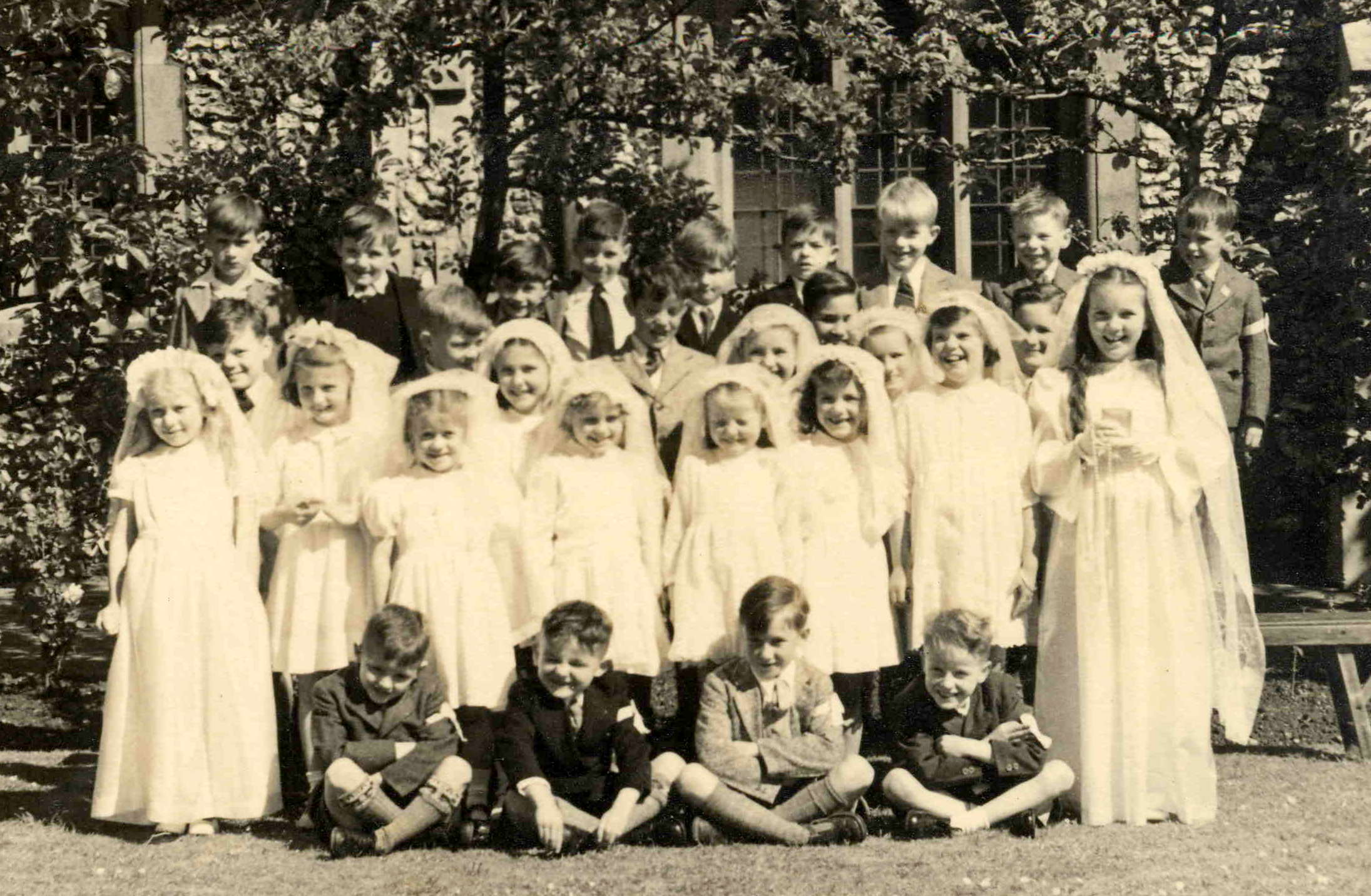
První svaté přijímání v anglickém Swindonu v roce 1949
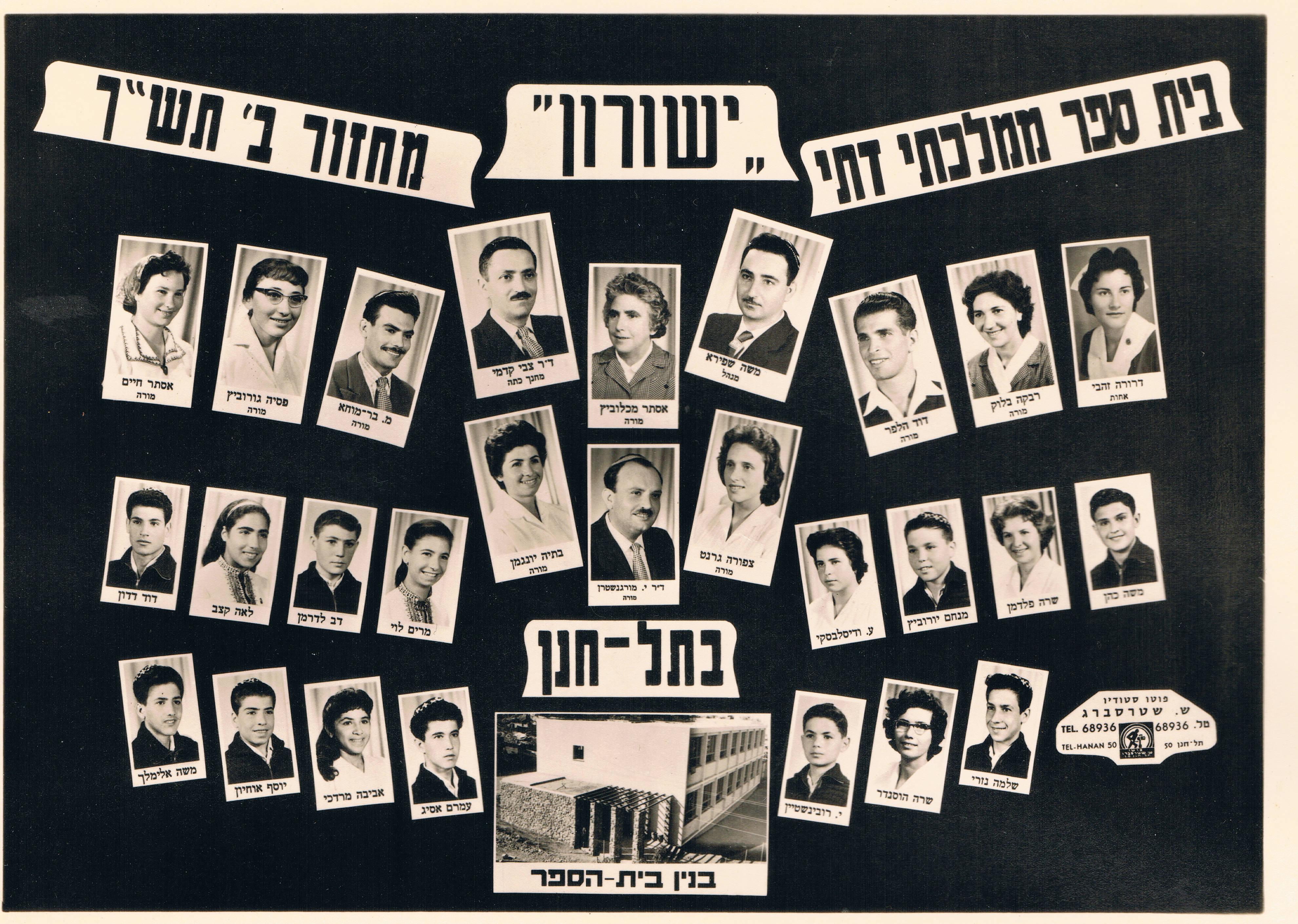
Tablo, 1960
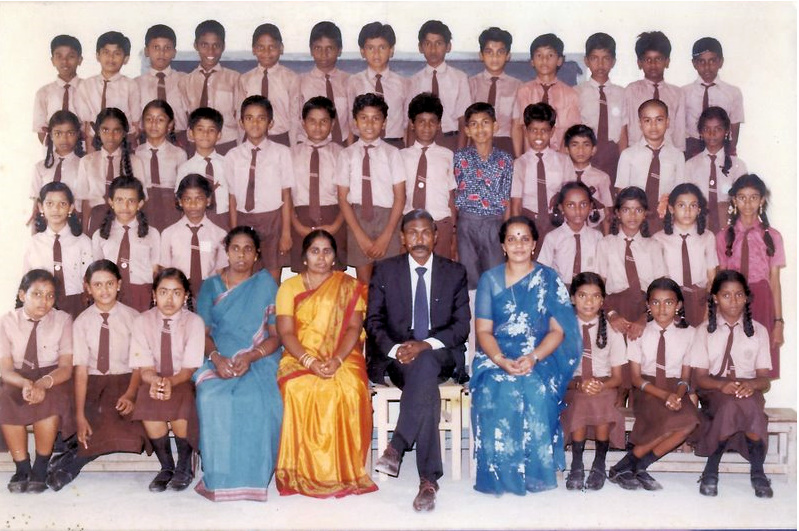
St. John's Matriculation Higher Secondary School, 1997
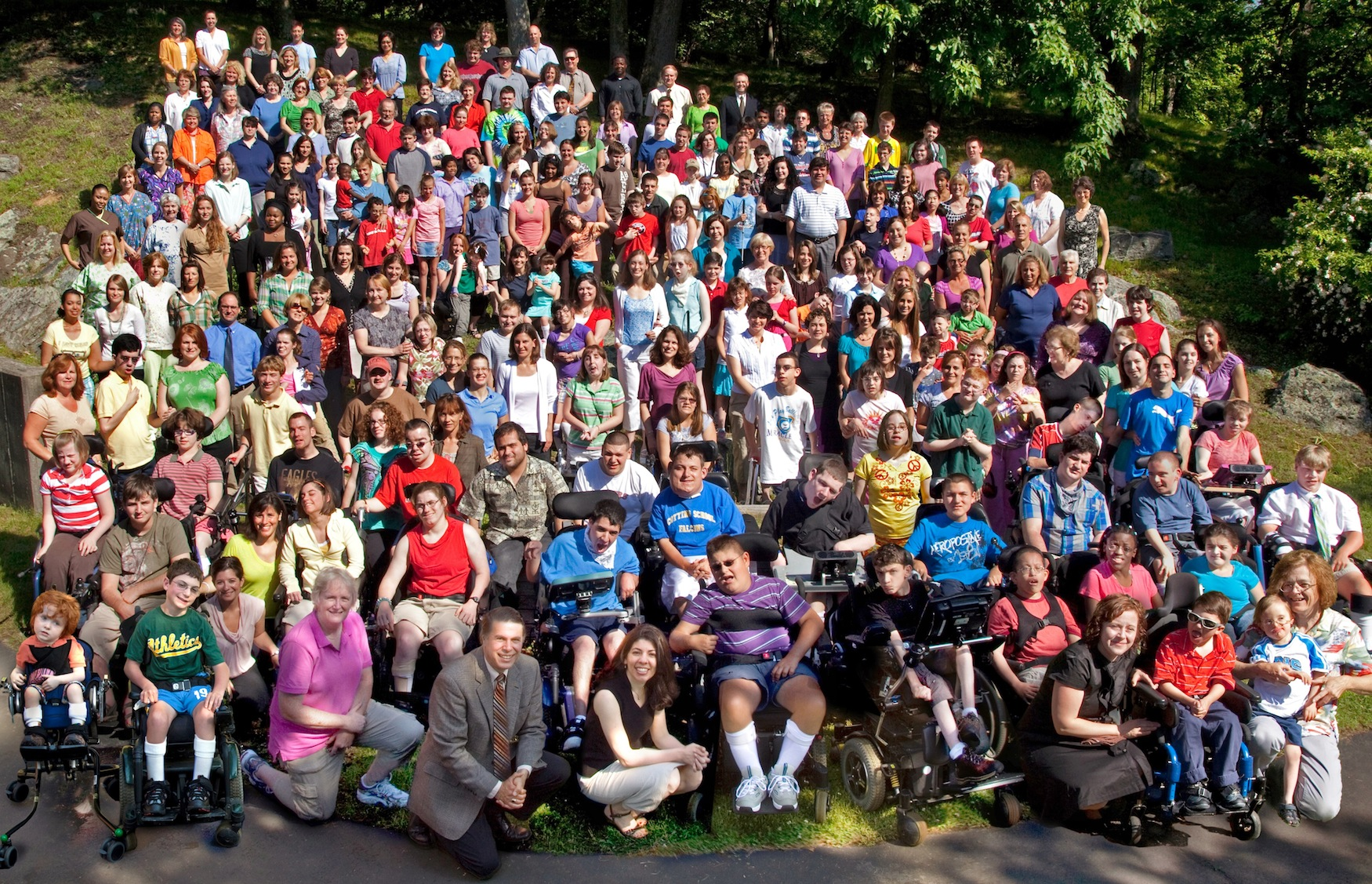
2010
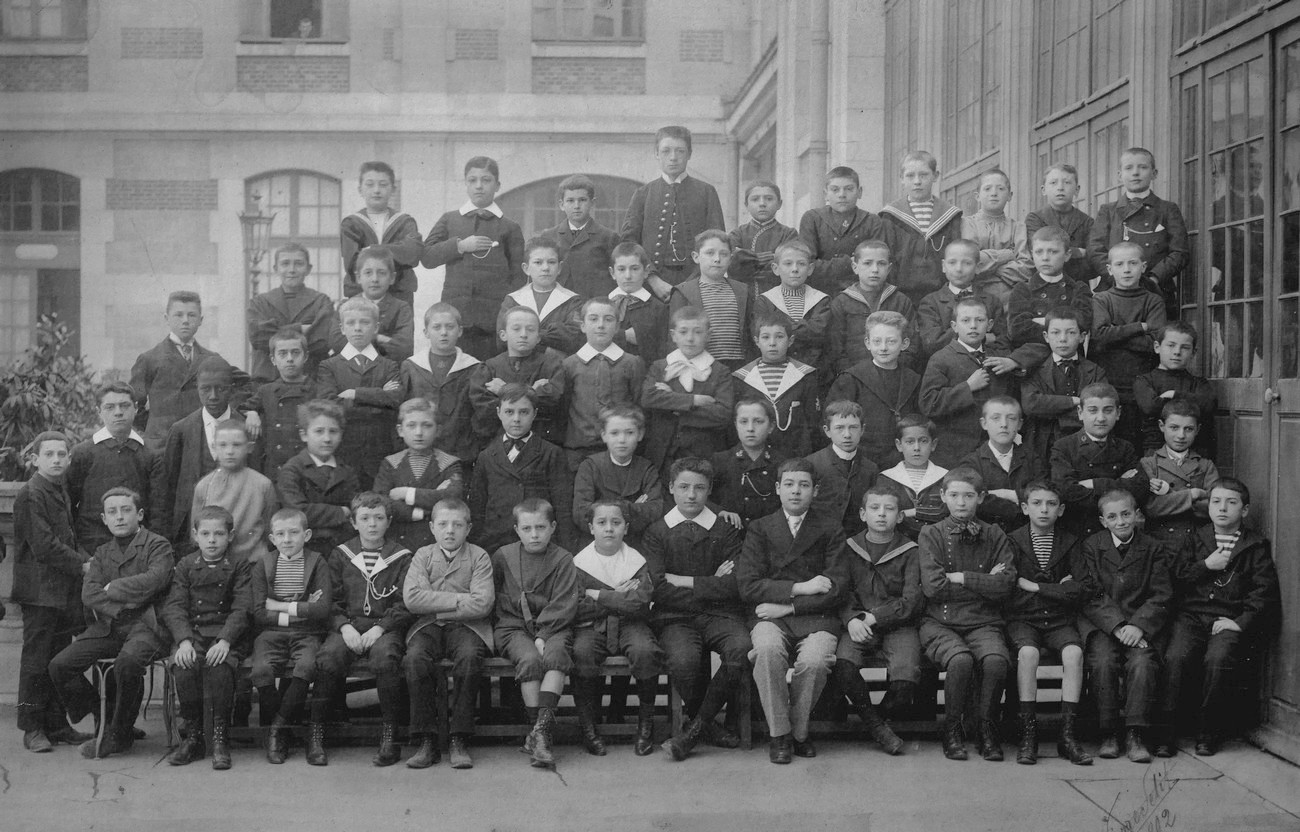
Pierre Petit, 1892
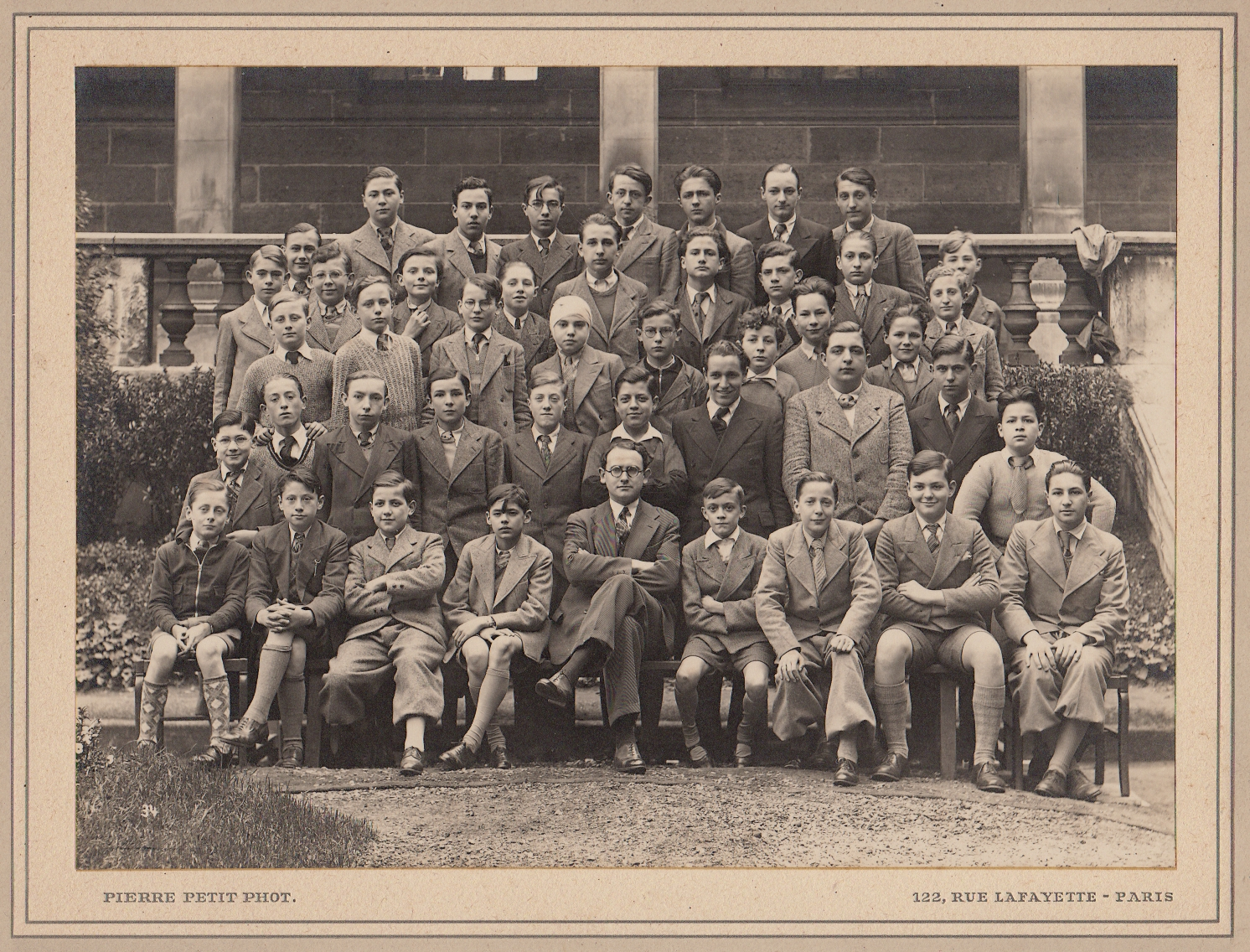
Pierre Petit, 1945